# セルヒーウカへのミサイル攻撃
セルヒーウカへのミサイル攻撃（セルヒーウカへのミサイルこうげき）は、ロシアのウクライナ侵攻中の2022年7月1日午前1時（UTC+3）に、ロシア軍がウクライナのオデッサ州セルヒーウカへ行ったミサイルによる爆撃。
ミサイルはセルヒーウカの住居ビルに1発、リゾート施設に2発命中し、少なくとも21人が死亡した。

## 経緯

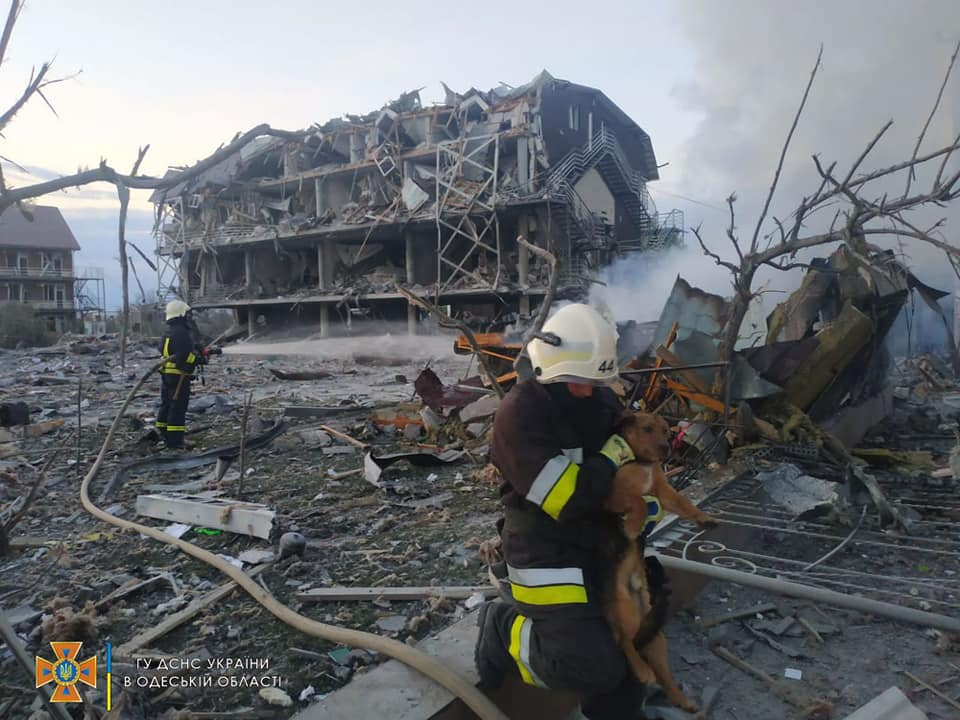
Russian destruction of another Ukrainian recreational center in same district on May 9, 2022

ロシア空軍のTu-22M3機がクリミア半島からヴォルゴグラード州に飛び、1200キロメートル離れたところから、Kh-22（対艦ミサイル）3発がビルホロド＝ドニストロフスキーへの方向で、セルヒーウカに向かって発射された。
1発が9階建ての住居ビルに命中し、1区画が完全に破壊され、火災が住居ビルから付属する店舗にまで広がった。
2発目がビルホロド＝ドニストロフスキーのリゾート施設に命中したが、火災が起こることはなかった。
これらのミサイル攻撃により、セルヒーウカにあるモルドバが管理する子どものリハビリセンターが被害を受け、職員1人が死亡し、5人が負傷した。

## 犠牲者
少なくとも、住居ビルでウクライナ市民16人、リゾート施設で5人（12歳の少年を含む）が死亡し、38人（子ども6人を含む）が負傷した。市民に加えて、ペットもまた死亡した。

## 反応
7月2日は、この地域で喪に服す日と宣言された。モルドバの外務・欧州統合省は攻撃を非難し、リハビリセンターが受けた被害に関する情報を公開した。ルーマニアもまた攻撃を非難し、モルドバ側と連絡を取るつもりであると発言した。
ウクライナのゼレンスキー大統領は、ロシアが行ったことは「意識的な行為、意図的なテロ行為であり、ある種の過ちではない」と非難し、直近のクレメンチュークのショッピングモールへのミサイル攻撃のようにロシア軍が民間の物体に対して不必要に強力な兵器で攻撃したと発言した。
“These missiles, Kh-22, were designed to destroy aircraft carriers and other large warships, and the Russian army used them against an ordinary nine-story building with ordinary civilian people."
ドイツの公式代表者Steffen Hebestreitは、ミサイル攻撃を非人道的でシニカルな戦争犯罪と表現した。
ロシアのドミトリー・ペスコフ大統領報道官は、ロシアがウクライナで民間の物体を攻撃した事実はないと否定し、目標となった建物は軍事的な目的で使われていたと発言した。